# Naissance en 1336
Naissance
- 1332
- 1333
- 1334
- 1335
- 1336
- 1337
- 1338
- 1339
- 1340

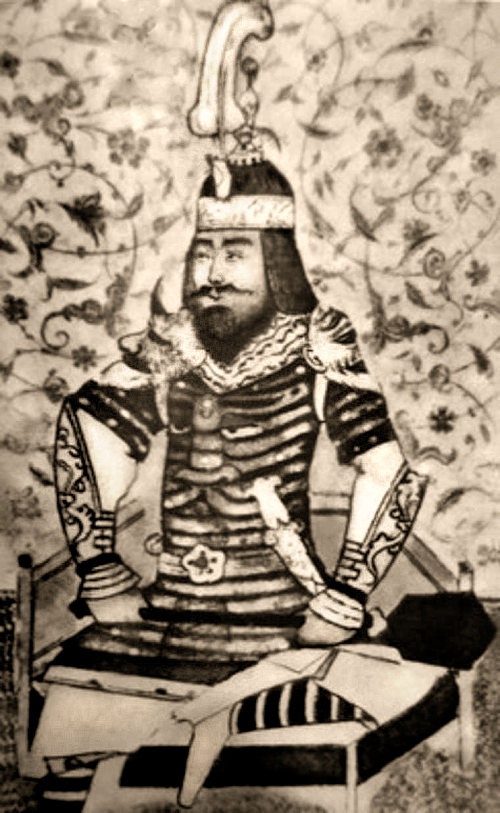
Tamerlan, né en 1336.

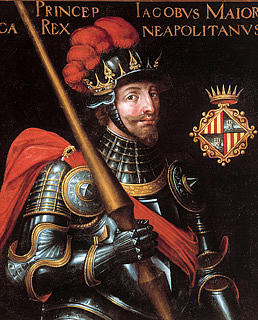
Jacques IV de Majorque, né en 1336.

Cette page dresse une liste de personnalités nées au cours de l'année 1336  :
- 12 mars : Édouard de Gueldre, dit le Gros, duc de Gueldre et comte de Zutphen.
- 8 avril : Tamerlan, ou Timour le Boiteux, ou Timour le Grand, guerrier turco-mongol.
- 23 avril : Olivier V de Clisson, surnommé le Boucher, seigneur féodal breton, connétable de France, comte de Porhoët, baron de Pontchâteau.
- mai : Jean de Comminges, comte de Comminges.
- 14 mai : 
  - Hồ Hán Thương, empereur du Đại Việt, 2e et dernier de la Dynastie Hồ.
  - Hồ Quý Ly,  empereur du Đại Việt, 1er de la Dynastie Hồ.
  - Trần Dụ Tông, empereur du Đại Việt, 6e de la Dynastie Trần.
- 1er juillet : Philippe d'Orléans, duc d’Orléans, de Touraine et  comte de Valois.
- 25 juillet : Albert Ier de Hainaut, duc de Bavière-Straubing, comte de Hollande, de Zélande et de Hainaut.
- 26 août : Jacques IV de Majorque, prince d'Achaïe, sous le nom de Jacques II, et roi de Majorque.
- 21 décembre : Balthazar de Thuringe, Margrave de Misnie et Landgrave de Thuringe.

- Philippe de Navarre, comte de Longueville.
- Blanche de Savoie, noble du comté de Savoie.
- Gao Qi, poète chinois.
- Innocent VII, pape.
- Sinibaldo I Ordelaffi, noble italien.

date incertaine (vers 1336)
- Stefan Uroš V, empereur de Serbie.

## Crédit d'auteurs
- Cet article est partiellement ou en totalité issu de l'article intitulé « 1336 » (voir la liste des auteurs).